# Людовик Жули
Людовик Жули (на френски: Ludovic Giuly,) е бивш френски футболист, полузащитник. Той е роден на 10 юли 1976 г.

## Кариера
Френският полузащитник е роден в Венисийо, където започва и своята кариера в местния Олимпик. След четири години прекарани на „Стад дьо Жерлан“, Жули преминава в Монако с който през 2003/2004 играе финал за Шампионската лига, загубен от монегаските с 0:3. След шест години с фланелката на Монако, Жули преминава в испанския гранд Барселона, с който печели Купата на Европейските шампиони през 2006.
През 2007 Людовик Жули подписва договор с Рома. За състава на „римските вълци“ Жули изиграва 32 мача, в които е вкарал 6 гола. През летния трансферен прозорец на 2008 г., Жули подписва тригодишен контракт с френския Пари Сен Жермен, след което се завръща в АС Монако. Играе един сезон и в Лориан, след което слага край на кариерата си.
С националната фланелка на Франция, Жули има 17 мача и 3 гола. Печели Купата на Конфедерациите през 2003.
| Национален отбор по футбол на Франция | Национален отбор по футбол на Франция | Национален отбор по футбол на Франция |
| Година                                | Мачове                                | Голове                                |
| ------------------------------------- | ------------------------------------- | ------------------------------------- |
| 2000                                  | 3                                     | 0                                     |
| 2001                                  | 0                                     | 0                                     |
| 2002                                  | 1                                     | 0                                     |
| 2003                                  | 5                                     | 1                                     |
| 2004                                  | 4                                     | 1                                     |
| 2005                                  | 4                                     | 1                                     |
| Общо                                  | 17                                    | 3                                     |

## Титли
- Шампион на Франция – 2000
- Шампион на Испания – 2005, 2006
- Шампионска лига на УЕФА – 2006
- Купа на конфедерациите – 2003
- Купа на Италия – 2008